# Dorastanie dla początkujących
Dorastanie dla początkujących (ang. Dope) – amerykański komediodramat z 2015 roku w reżyserii Ricka Famuyiwa. Fabuła filmu opowiada o przygodach czarnoskórego nastolatka, Malcolma, który zmaga się z różnymi problemami w sąsiedzkim Inglewood (Kalifornia) i wchodzi w dorosłe życie.

## Fabuła
Malcolm Adekanb (Shameik Moore) jest pasjonatem muzyki hip-hopowej z lat dziewięćdziesiątych. Wraz z jego przyjaciółmi, Jibem (Tony Revolori) i Diggy (Kiersey Clemons) kończy szkołę średnią, tworzy zespół muzyczny oraz stara się o studia na Uniwersytecie Harvarda.
Wracając ze szkoły, napotyka na miejscowego gangstera, Doma (A$AP Rocky). Dzięki posłannictwu wobec niego zostaje zaproszony na imprezę, która kończy się strzelaniną podczas gangsterskiej transakcji, interwencją policji oraz podrzuceniem narkotyków do jego plecaka. Nielegalne znalezisko daje początek problemom, którym musi się przeciwstawić.

## Obsada
- Shameik Moore – Malcolm
- Tony Revolori – Jib
- Kiersey Clemons – Diggy
- Zoë Kravitz – Nakia
- Blake Anderson – Will Sherwood
- A$AP Rocky – Dom

## Nagrody i wyróżnienia
Film zdobył dwie nagrody:
- wygrana w kategorii „najlepszy film fabularny – nagroda publiczności” na American Film Festival w 2015 roku[3],
- wygrana za najlepszy przełomowy występ aktorki Kiersey Clemons (Diggy) na Czarnych Szpulach[4].